# Зовасар
Зовасар (вірм. Զովասար) — село у марзі Арагацотн, на заході Вірменії. Село розташоване за 16 км на північний схід від міста Талін, за 3 км на південь від села Гарнаовіт, 4 км на північ від села Воскетас та за 5 км на схід від села Дзорагюх.